# Mel Sembler
Melvin Floyd Sembler, född 10 maj 1930 i Saint Joseph i Missouri, död 31 oktober 2023 i Saint Petersburg i Florida, var en amerikansk affärsman och diplomat. Han tjänstgjorde som USA:s ambassadör i Australien 1989–1993 och som USA:s ambassadör i Italien 2001–2005.
Sembler efterträdde 1989 Bill Lane som ambassadör i Canberra och efterträddes 1993 av Edward J. Perkins.